# Néphatalom Párt
A Néphatalom Párt (thaiul: พรรคพลังประชารัฐ, RTGS:  Phak Phalang Pracharat) egy thaiföldi politikai párt, az országban 2014 és 2018 között fennálló katonai junta pártja. A párt szoros kötelékben állt a Nemzeti Tanács a Békéért és Rendért nevű katonai juntával.
A párt elnöke Prajut Csan-ocsa.
A 2019-es thaiföldi általános választásokon  a párt győzelmet aratott szavazatszámok tekintetében, de a Képviselőházban nem ők kapták a legtöbb mandátumot. Azóta Prayut ismét győzött és a Demokrata Párttal valamint a Thai Büszkeség Párttal koalícióban kormányoz.

## Alapítása
Egy szervezetként alapult, amely támogatta a 2014-es puccs idején létrejött Prajut Csan-ocsa vezette katonai juntát. Habár Prayutot több párt is támogatta, ez a párt, az amelyet a "hivatalos juntapárti"-nak illetve "Prayut pártjának" tekintett a közvélemény Thaiföldön, hiszen a párt számos tagja a junta kabinetjének tagjaként funkcionál.

## Ideológia
A párt a 2014-2019 közötti juntából merített "Pracharat" politikáját alkalmazza: egyfajta társadalmi szerződés, amelyben populista hangvételű állami programok szerepelnek azért, hogy a legfőbb politikai rivális Thaiokért Párt szintén populista retorikájával versenyezzen. Olyan populista vállalások szerepelnek benne, mint az olcsó lakhatás, a dolgozók és a gazdák adósságának elengedése, minimálbér emelése, szülési támogatás növelése. Ezek a szociálpolitikai intézkedések arra is szolgálnak a pártnak, hogy a választási kampányok során jóléti kártyákat osztanak ki a szegény, falusi népességnek, akik a Thaiokért Párt szavazóbázisa. Az állami pénzek ilyen felhasználása miatt, gyakran vádolták meg a pártot szavazatvásárlással.  
A 2019-es választási győzelme óta a párt folytatja a "Pracharat"-féle jóléti politikát: a szegényebb rétegeket célozzák meg velük, ami miatt azzal kritizálják a pártot, hogy ezzel depolitizálják a szegényebb rétegeket. A párt támogatja a kapitalizmus hierarchikusabb formáját, ahol a monopóliumok jellemzőek.